# 1922年逝世人物列表
1922年逝世人物列表：1月 - 2月 - 3月 - 4月 - 5月 - 6月 - 7月 - 8月 - 9月 - 10月 - 11月 - 12月
下面是1922年逝世的知名人士列表。

## 1月

### 1日
- 伊什特萬·庫哈爾，斯洛維尼亞作家、政治家

### 5日
- 欧内斯特·沙克尔顿，英国南极探险家

### 10日
- 大隈重信，兩屆日本首相
- 弗蘭克·都鐸，澳大利亞政治家

### 15日
- 約翰·柯克，英國探險家

### 22日
- 教皇本篤十五世
- 腓特烈·巴耶尔，丹麥政治家、和平主義者和諾貝爾和平獎獲得者
- 詹姆斯·布赖斯，愛爾蘭出生的政治家、外交官和歷史學家
- 威廉·克裡斯蒂，英國天文學家

### 23日
- 尼基施·阿图尔，匈牙利指揮家

### 24日
- 亞瑟·博耶

### 27日
- 娜麗·布萊，美國臥底記者
- 喬瓦尼·韋爾加，義大利作家

### 31日
- 海因里希·萊因哈特，奧地利作曲家

## 2月

### 1日
- 山縣有朋，日本陸軍元帥，日本第三任首相
- 威廉·德斯蒙德·泰勒，愛爾蘭出生的電影導演

### 3日
- 克利斯蒂安·德·韋特，布爾將軍、叛軍領袖和政治家
- 約翰·巴特勒·葉芝，北愛爾蘭藝術家

### 4日
- 亨利·瓊斯，英國哲學家

### 8日
- 樺山資紀，日本帝国时代海军大将，台灣日治時期第1任總督

### 13日
- 安彩鸾
- 图利奥·博扎

### 14日
- 海基·里塔沃里，芬蘭內政部長

### 16日
- 牛頓·奈特，美國農民、士兵和密西西比州南方聯合主義者，內戰遊擊隊員

### 23日
- 阿尔伯特·维克多·贝克隆德
- 約翰·約瑟夫·喬利·凱爾，阿根廷化學家

### 25日
- 亨利·德西雷·蘭德魯，法國連環殺手（被處決）

## 3月

### 7日
- 图厄（Axel Thue），挪威数学家

### 11日
- 安娜斯塔西婭·米哈伊羅芙娜女大公

### 19日
- 馬克斯·馮·豪森，德國將軍

### 21日
- C.V.拉曼·皮萊，印度小說家和劇作家

### 31日
- 欣特凯费克谋杀案受害者：
  - 安德里亞斯·格魯貝爾（Andreas Gruber，63歲），農場主人。
  - 策齊利亞·格魯貝爾（Cäzilia Gruber，72歲），農場女主人。
  - 維多利亞·加布里埃爾（Viktoria Gabriel，35歲），安德里亞斯與凱齊利亞的女兒。
  - 策齊利亞·加布里埃爾（Cäzilia Gabriel，7歲），維多利亞的女兒。
  - 約瑟夫·格魯貝爾（Josef Gruber，2歲），維多利亞的兒子。
  - 瑪麗亞·鮑姆加特納（Maria Baumgartner，44歲），保姆。

## 4月

### 1日
- 卡爾一世，哈布斯堡王朝與奧匈帝國末代君主

### 2日
- 赫爾曼·羅夏，瑞士精神病學家

### 8日
- 埃里希·馮·法金漢，德國將軍

### 9日
- 漢斯·弗魯斯托弗，德國鱗翅目昆蟲學家
- 派翠克·曼森，蘇格蘭醫生

### 14日
- 安森上尉，美國棒球大聯盟名人堂成員

### 28日
- 保羅·丹斯切爾，法國總統

## 5月

### 3日
- 威廉·羅伯特·布魯克斯

### 4日
- 維克多·金吉塞普，愛沙尼亞共產黨政治家

### 7日
- 馬克斯·瓦根克內西，德國作曲家

### 12日
- 約翰·馬丁·波耶，美國海軍司令，美屬薩摩亞第12任總督

### 15日
- 萊斯利·沃德，英國肖像畫家、漫畫家

### 16日
- 魯道夫·蒙特庫科利，奧匈帝國海軍上將

### 18日
- 查理斯·路易斯·阿爾方斯·拉韋蘭，法國醫生，諾貝爾生理學或醫學獎獲得者

### 19日
- 孫秉熙，韓國活動家

### 21日
- 邁克爾·邁爾，奧地利政治家，奧地利第二任總理

### 26日
- 欧内斯特·索尔维，比利時化學家、慈善家和企業家

## 6月

### 2日
- 威廉·C·卡拉瑟斯

### 4日
- W.H.R.里弗斯，英國醫生

### 6日
- 莉蓮·羅素，美國歌手、女演員
- 理查·巴林格，美國政治家

### 10日
- 奥雷利亚诺·德·贝鲁埃特·莫雷特

### 17日
- 安德烈·斯捷潘诺维奇·巴奇赤

### 18日
- 雅各布斯·卡普坦，荷兰天文学家
- 貝爾格雷夫·尼尼斯，英國探險家

### 20日
- 维托里奥·蒙蒂，義大利作曲家

### 21日
- 約內斯庫，羅馬尼亞第29任總理

### 22日
- 亨利·休斯·威尔逊，英國陸軍元帥和政治家

### 23日
- 伍廷芳，外交家

### 24日
- 沃爾特·拉特瑙，德國政治家，魏瑪共和國外交部長（遇刺）

### 26日
- 阿爾貝一世，摩納哥親王

### 27日
- 東伏見宮依仁親王

### 28日
- 维克多·弗拉基米洛维奇·赫列勃尼科夫，俄羅斯詩人、劇作家

## 7月

### 4日
- 洛塔爾·馮·里希特霍芬，德國第一次世界大戰飛行王牌（飛行事故）

### 6日
- 瑪麗·特蕾莎·萊多喬斯卡，波蘭出生的傳教士姐妹

### 8日
- 穆罕默德五世·安·納西爾，突尼西亞的貝伊

### 17日
- 海因里希·鲁本斯，德國物理學家

### 20日
- 安德列·瑪律科夫，俄羅斯數學家

### 22日
- 高峰讓吉，日本化學家

### 25日
- 保羅·邁斯特，法國將軍

### 28日
- 儒勒·蓋斯德，法國社會黨記者和政治家
- 愛德華·哈萊，法國工程師和史前史學家

### 31日
- 瑪麗·諾阿耶·默弗里，美國小說家

## 8月

### 2日
- 亚历山大·格拉汉姆·贝尔，美国发明家和企业家，发明了世界上第一台可用的电话机
- 哈裡·博蘭德，愛爾蘭共和黨人

### 3日
- 圖爾·馬姆葛籣，瑞典記者、政治家

### 4日
- 尼古拉·涅鲍加托夫，俄羅斯海軍上將
- 恩维尔帕夏，奧斯曼帝國軍事領袖，土耳其革命家

### 5日
- 湯米·麥卡錫，美國棒球大聯盟名人堂成員

### 12日
- 鮑康寧
- 阿瑟·格里菲斯，愛爾蘭共和黨人，愛爾蘭議會主席

### 13日
- 彼得格勒的韦尼阿明，東正教殉道者、彼得格勒和格多夫都主教

### 14日
- 第一代諾思克利夫子爵艾爾弗雷德·哈姆斯沃思，英國報業巨頭

### 19日
- 费利佩·佩德雷尔，西班牙作曲家

### 22日
- 湯瑪斯·布洛克，英國雕塑家
- 迈克尔·柯林斯，愛爾蘭共和黨人、革命者、臨時政府主席（遇刺）

### 23日
- 格奧爾基·本格斯庫，羅馬尼亞外交官和文學家

### 25日
- 揚尼斯·斯沃羅諾斯，希臘錢幣學家

### 29日
- 乔治·索雷尔，法國哲學家，革命工團主義理論家

## 9月

### 1日
- 瓦爾德克和皮爾蒙特的海倫，英國王室

### 4日
- 詹姆斯·楊，蘇格蘭足球運動員（摩托車事故）

### 5日
- 莎拉·溫徹斯特，美國溫徹斯特神秘屋建造者

### 7日
- 傑克·亞登布克
- 威廉·斯圖爾特·哈爾斯特德，美國外科醫生

### 10日
- 士麥那的聖金口
- 威尔弗里德·布朗特，英國詩人

### 25日
- 卡洛·卡內瓦，義大利將軍

### 26日
- 查理斯·韋德，澳大利亞政治家，新南威爾士州州長
- 湯瑪斯·E·沃森，美國政治家、參議員

## 10月

### 7日
- 瑪麗·勞埃德，英國歌手

### 11日
- 薩克森-科堡和哥達的奧古斯特·利奧波德親王

### 22日
- 萊曼·阿博特，美國神學家

### 25日
- 奧斯卡·赫特維希，德國動物學家

### 30日
- 蓋薩·加爾多尼，匈牙利作家

## 11月

### 1日
- 利馬·巴雷托，巴西作家

### 7日
- 山姆·湯普森，美國棒球大聯盟名人堂成員

### 15日
- 迪米特裡奧斯·古納裡斯，第94任希臘總理

### 18日
- 馬塞爾·普魯斯特，法國作家

### 21日
- 伊万·布洛赫

### 23日
- 愛德華·塞勒，普魯士學者，中美洲學者

### 24日
- 厄斯金·柴爾德斯，愛爾蘭小說家，民族主義者（被處決）
- 西德尼·桑尼诺，義大利第19任總理

### 27日
- 德米特裡奧·卡斯蒂略·杜安尼，古巴革命家、軍人和政治家

## 12月

### 8日
- 瑪麗·馬西，美國社會主義者

### 12日
- 约翰·沃纳梅克，美國商人

### 13日
- 汉内斯·哈夫斯泰因，冰島第一任總理

### 14日
- 亨利·皮埃爾波因特，英國劊子手

### 16日
- 加布列尔·纳鲁托维奇，波蘭教授和政治家，波蘭第一任總統（遇刺）

### 17日
- 大衛·琳賽，澳大利亞探險家

## 日期不詳
- 宝德全
- 程允和